# Nana (Manet)
Nana is een schilderij van Édouard Manet uit 1877. Sinds 1924 maakt het deel uit van de collectie van de Hamburger Kunsthalle.

## Voorstelling
Manet begon in de herfst van 1876 aan het schilderij in zijn atelier, dat in de winter verwarmd kon worden. Het model was de actrice Henriette Hauser, die de bijnaam ‘Citron’ had en de cocotte was van prins Willem van Oranje-Nassau, die in Parijs was gestrand. Het werk werd in de winter voltooid.
Op Nana is een jonge en mooie vrouw te zien die voor een spiegel met uitgedoofde kaarsen staat en de toeschouwer vrijmoedig aankijkt. Ze is gedeeltelijk uitgekleed; ze draagt een witte onderrok, een blauw korset, zijden kousen met bloemen erop en schoenen met hoge hakken. In haar rechterhand houdt ze een grote poederkwast en in haar linkerhand een lippenstift.  Het interieur doet vermoeden dat het om een boudoir gaat. Achter de vrouw staat een bank in Louis-Philippestijl met twee kussens. Rechts op het schilderij is gedeeltelijk een elegant geklede man te zien, zittend op de bank. Aan de linkerkant staan een stoel, een tafel en een bloempot. De achtergrond wordt bepaald door een blauw behang met daarop een ibis aan een water . 
Zowel de titel als talrijke details suggereren dat het schilderij een luxe prostitué en haar klant voorstelt.  "Nana" was oorspronkelijk een koosnaampje voor Anna en werd sinds het midden van de negentiende eeuw in de volksmond gebruikt om een jonge vrouw te beschrijven die een relatie heeft met een man, maar niet verloofd of met hem getrouwd is. 

## Ontvangst
Manet wilde het schilderij op de Salon van Parijs presenteren, maar het werd afgewezen. Hoewel de prostitutie floreerde, stond de Franse samenleving niet open voor openhartige afbeeldingen ervan. Manet besloot daarop zijn schilderij te laten zien in de etalage van de kunsthandel Giroux aan de Boulevard des Capucines, een van de hoofdstraten van Parijs. 
In een weekblad werd een anoniem sonnet gepubliceerd over het schilderij dat in de beginregels naar Émile Zola verwees: "Zij is het is, het is Nana, naar Zola // Heeft hij haar geschilderd."  Dit kan nog niet hebben verwezen naar Zola's gelijknamige roman, het negende deel van de serie Les Rougon-Macquart, die pas in 1880 verschijn. Waarschijnlijk vond Manet inspiratie voor het schilderij in L'Assommoir (Het Slachthuis), het voorgaande boek van Zola, waarin het personage Nana voor het eerst voorkomt. Het elfde hoofdstuk is aan haar opgedragen en beschrijft de weg van het jonge meisje naar de prostitutie en naar een zekere, maar vluchtige welvaart. Het is denkbaar dat Zola vervolgens door Manets schilderij werd geïnspireerd om het latere leven van zijn personage in een nieuwe roman te beschrijven.

## Herkomst
Het schilderij bleef in het bezit van de kunstenaar tot zijn dood in 1883. Op de veiling van zijn werken kocht Dr. Albert Robin, een Parijs arts die bevriend was met Manet en een belangrijke collectie impressionistische schilderijen had, het werk voor 3.000 frank. Later kwam het terecht in de verzameling van Camentron, die het schilderij voor 8.000 frank verkocht aan de kunsthandelaar Paul Durand-Ruel. Deze verkocht het voor 15.000 frank door aan de verzamelaar Henri Garnier. In 1894 kocht Durand-Ruel het schilderij terug voor 9.000 frank. Via de kunsthandel Bernheim-Jeune kreeg de margarinefabrikant en verzamelaar Auguste Pellerin het schilderij in bezit. In 1910 kwam het doek via Durand-Ruel, Bernheim-Jeune en de Berlijnse kunsthandelaar Paul Cassirer voor 150.000 mark in de collectie van de Hamburgse bankier en verzamelaar Theodor Behrens. De Hamburger Kunsthalle verwierf het schilderij in 1924 van zijn weduwe.

## Afbeelding

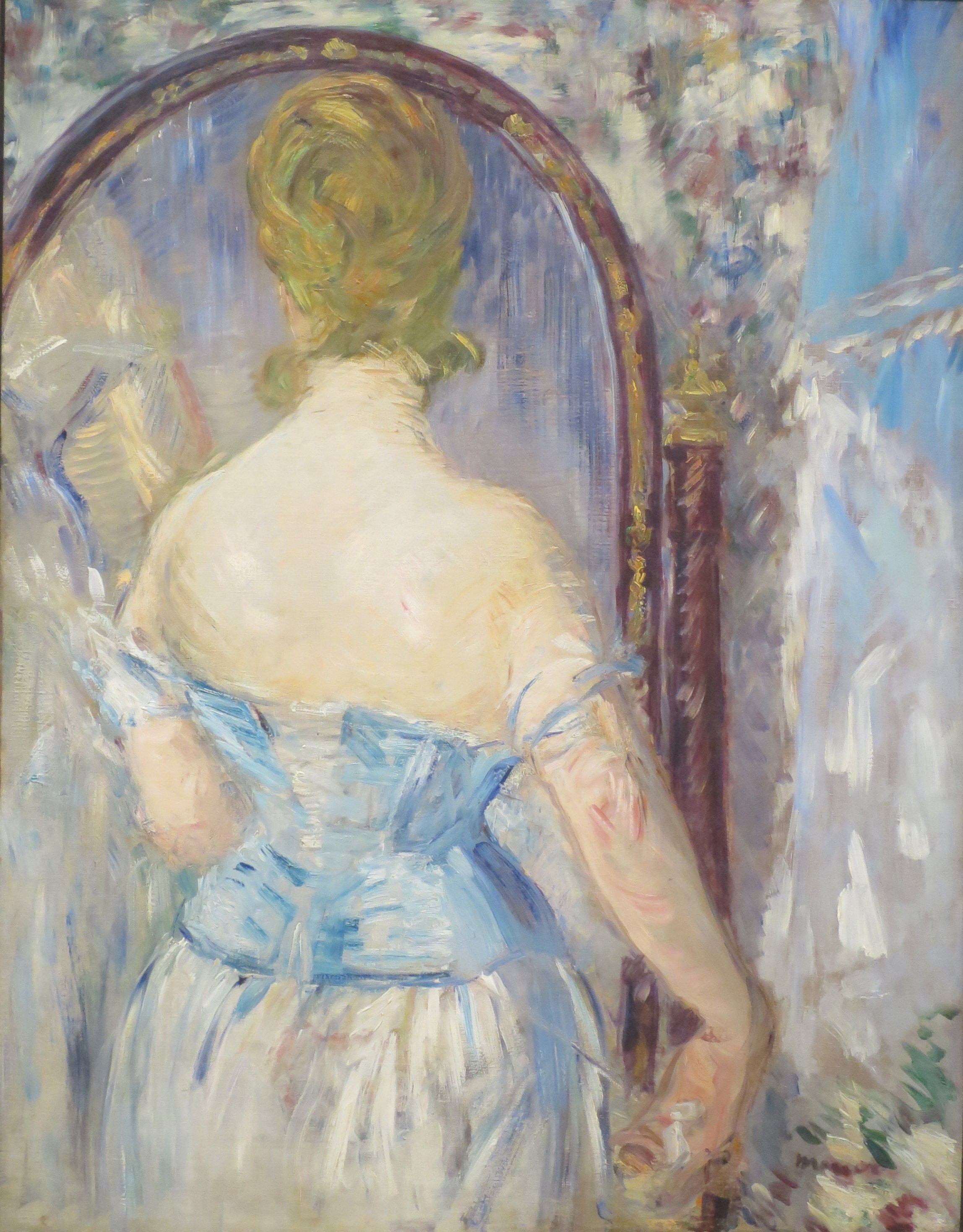
Vrouw voor een spiegel (1876) verwant schilderij